# Holyrood (Terranova y Labrador)
Holyrood es un pueblo canadiense situado en la provincia de Terranova y Labrador.

## Superficie
Holyrood tiene una superficie de 126,02 km².

## Demografía
En 2021, tenía 2471 habitantes, una densidad poblacional de 19,6 hab./km², y 1089 viviendas.